# Nuoto ai Giochi della XXIV Olimpiade - 200 metri dorso maschili

## Record
Prima di questa competizione, il record del mondo (WR) e il record olimpico (OR) erano i seguenti.
| Record mondiale | 1'58"14 | Igor' Poljanskij Unione Sovietica | 3 marzo 1985 Erfurt, Germania Est       |
| Record olimpico | 1'58"99 | Rick Carey Stati Uniti            | 31 luglio 1984 Los Angeles, Stati Uniti |

Durante l'evento non è stato migliorato nessun record.

## Batterie
Si sono svolte 6 batterie di qualificazione. I primi 8 atleti si sono qualificati per la finale A, i successivi 8 hanno invece disputato la finale B.
| #  | Batteria | Atleta                   | Nazionalità         | Tempo   | Note |
| -- | -------- | ------------------------ | ------------------- | ------- | ---- |
| 1  | 6        | Serguei Zabolotnov       | Unione Sovietica    | 2:01.27 | Q    |
| 2  | 5        | Frank Baltrusch          | Germania Est        | 2:01.49 | Q    |
| 3  | 4        | Dirk Richter             | Germania Est        | 2:01.54 | Q    |
| 4  | 6        | Igor' Poljanskij         | Unione Sovietica    | 2:01.70 | Q    |
| 5  | 4        | Daniel Veatch            | Stati Uniti         | 2:01.73 | Q    |
| 6  | 6        | Jens-Peter Berndt        | Germania Ovest      | 2:01.77 | Q    |
| 7  | 6        | Paul Kingsman            | Nuova Zelanda       | 2:02.20 | Q    |
| 8  | 5        | Rogerio Romero           | Brasile             | 2:02.26 | Q    |
| 9  | 4        | Gueorgui Mikhalev        | Bulgaria            | 2:02.71 | q    |
| 10 | 6        | Tamás Deutsch            | Ungheria            | 2:03.17 | q    |
| 11 | 5        | Martín López-Zubero      | Spagna              | 2:03.33 | q    |
| 12 | 4        | Frank Hoffmeister        | Germania Ovest      | 2:03.34 | q    |
| 13 | 5        | Daichi Suzuki            | Giappone            | 2:03.36 | q    |
| 14 | 5        | Stefano Battistelli      | Italia              | 2:03.63 | q    |
| 15 | 4        | Steve Bigelow            | Stati Uniti         | 2:03.64 | q    |
| 16 | 3        | Gary Binfield            | Regno Unito         | 2:03.79 | q    |
| 17 | 4        | Sean Murphy              | Canada              | 2:03.81 |      |
| 18 | 6        | Mark Tewksbury           | Canada              | 2:04.02 |      |
| 19 | 3        | Alejandro Alvizuri       | Perù                | 2:04.29 |      |
| 20 | 3        | John Davey               | Regno Unito         | 2:04.70 |      |
| 21 | 6        | David Holderbach         | Francia             | 2:04.83 |      |
| 22 | 6        | Simon Upton              | Australia           | 2:05.08 |      |
| 22 | 3        | Ernesto Vela             | Messico             | 2:05.08 |      |
| 24 | 5        | Edvard Edvardsson        | Islanda             | 2:05.61 |      |
| 25 | 3        | Richard Gheel            | Irlanda             | 2:05.71 |      |
| 26 | 6        | Lars Sørensen            | Danimarca           | 2:05.73 |      |
| 27 | 2        | Stephen Cullen           | Irlanda             | 2:06.98 |      |
| 28 | 4        | Pavel Vokoun             | Cecoslovacchia      | 2:07.24 |      |
| 29 | 2        | Patrick Ferland          | Svizzera            | 2:07.77 |      |
| 30 | 1        | Lin Laijiu               | Cina                | 2:08.65 |      |
| 31 | 3        | David Lim                | Singapore           | 2:08.65 |      |
| 32 | 3        | Shigemori Maruyama       | Giappone            | 2:09.16 |      |
| 33 | 2        | Wladimir Ribeiro         | Brasile             | 2:11.48 |      |
| 34 | 2        | Horst Niehaus            | Costa Rica          | 2:12.83 |      |
| 35 | 2        | Eric Greenwood           | Costa Rica          | 2:15.42 |      |
| 36 | 2        | Patrick Sagisi           | Guam                | 2:15.82 |      |
| 37 | 1        | Brett Halford            | Zimbabwe            | 2:17.84 |      |
| 38 | 1        | Pablo Barahona           | Honduras            | 2:21.61 |      |
| 39 | 1        | Mohamed Abdulla          | Emirati Arabi Uniti | 2:29.64 |      |
| 40 | 1        | Mohammed Binabid         | Emirati Arabi Uniti | 2:36.21 |      |
| 41 | 2        | Rami Kantari             | Libano              | 2:40.29 |      |
| -  | 3        | Charalambos Papanikolaou | Grecia              | SQ      |      |
| -  | 5        | Tamás Darnyi             | Ungheria            | SQ      |      |
| -  | 2        | Park Dong-Pil            | Corea del Sud       | SQ      |      |

## Finale B
| Posizione | Atleta              | Paese          | Tempo   | Note |
| --------- | ------------------- | -------------- | ------- | ---- |
| 1         | Frank Hoffmeister   | Germania Ovest | 2:01.65 |      |
| 2         | Steve Bigelow       | Stati Uniti    | 2:02.95 |      |
| 3         | Martín López-Zubero | Spagna         | 2:03.70 |      |
| 4         | Mark Tewksbury      | Canada         | 2:03.79 |      |
| 5         | Gueorgui Mikhalev   | Bulgaria       | 2:04.24 |      |
| 6         | Tamás Deutsch       | Ungheria       | 2:04.42 |      |
| 7         | Daichi Suzuki       | Giappone       | 2:04.67 |      |
| 8         | Gary Binfield       | Regno Unito    | 2:04.90 |      |

## Finale A
| Posizione | Atleta             | Paese            | Tempo   | Note |
| --------- | ------------------ | ---------------- | ------- | ---- |
|           | Igor' Poljanskij   | Unione Sovietica | 1:59.37 |      |
|           | Frank Baltrusch    | Germania Est     | 1:59.60 |      |
|           | Paul Kingsman      | Nuova Zelanda    | 2:00.48 |      |
| 4         | Serguei Zabolotnov | Unione Sovietica | 2:00.52 |      |
| 5         | Dirk Richter       | Germania Est     | 2:01.67 |      |
| 6         | Jens-Peter Berndt  | Germania Ovest   | 2:01.84 |      |
| 7         | Daniel Veatch      | Stati Uniti      | 2:02.26 |      |
| 8         | Rogerio Romero     | Brasile          | 2:02.28 |      |